# Ignatius Paoli
Ignatius Paoli, de fapt Feliciano Paoli, (n. 25 iulie 1818, Florența - d. 27 februarie 1885, Viena) a fost ctitorul Catedralei Sfântul Iosif și primul episcop, apoi arhiepiscop al Arhidiecezei de București.

## Biografie

### Preotul
În 1846 tânărul Paoli s-a călugărit în Congregația Călugărilor Pasioniști, unde a luat numele de Ignatius, și a fost hirotonit în 1849, după terminarea studiilor lui teologice la Roma.
În 1857 a devenit provincial a congregației pasioniștilor bisericii romano-catolice anglo-irlandeze. Sub conducerea sa a fost fondat colegiul bisericesc "St. Angus" în 1867. Acolo  a servit în calitate de primul președinte și director spiritual. Paoli de asemenea a fost profesor de istorie și exegeză. La sfârșitul anului 1868 a lucrat în Ardoyne, unde a construit prima biserică, care a fost consacrată în iunie 1869 sub numele de "St. Peter and Paul". După accea a luat parte la Primul Conciliu Vatican.

### Episcopul

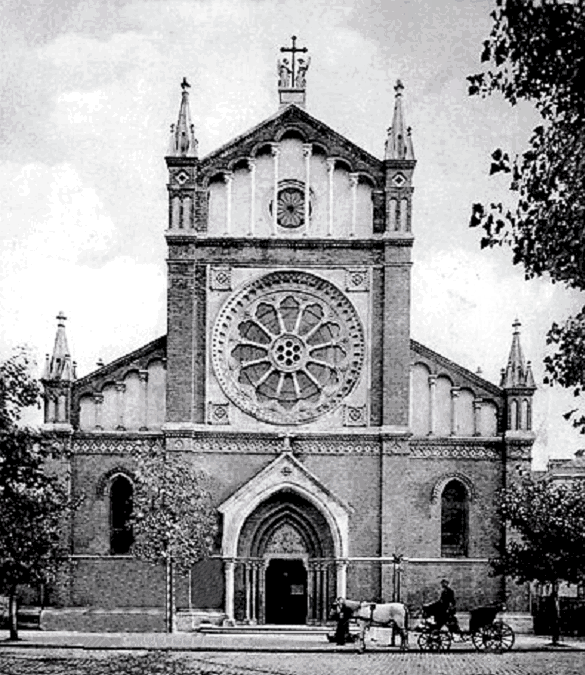
Catedrala Sf. Iosif din București pe la 1900

La data de 19 august 1870  preotul a fost desemnat  de către Papa Pius al IX-lea ca Episcop de Nicopole pentru Bulgaria și administrator apostolic al Valahiei.
Episcopul a fost ctitorul Catedralei Sfântul Iosif din București. Construcția a fost terminată la sfârșitul anului 1883. Fondurile necesare pentru construirea bisericii au venit de la credincioși, personalități remarcabile ale Principatelor Române, precum de la prieteni și sponsori străini, cunoscuți de Paoli.
În august 1871 episcopul Paoli a deschis un sinod diecezan la Bucuresti, de asemenea a stabilit un seminar, privind instruirea viitorilor preoți romano-catolici pentru slujba în catedrală.
Clericul a fost de asemenea implicat în mod semnificativ pentru introducerea calendarului gregorian pentru biserica romano-catolică românească. Pentru aceasta a moderat ocorespondență intensă între Vatican și Mihail Kogălniceanu, care acționa în numele regelui. Desemnatul rege Carol a sancționat introducerea la 1 ianuarie 1880 împotriva opoziției multor clerici ortodocși dar și catolici.
Paoli a fost cel care l-a încoronat pe primul rege al României, Carol I al României, la 14 martie 1881.
În 27 aprilie 1883 papa Leon al XIII-lea a semnat scrisoarea apostolică "Praecipuum munus", prin care a ridicat Vicariatul Apostolic al Valahiei la rangul de arhiepiscopie, cu reședința la București, iar pe Ignațiu Paoli la cel de arhiepiscop. După sfințirea catedralei la 15 februarie 1884 arhiepiscop a cerut în solicitări numeroase sprijin financiar reînnoit pentru stabilirea altor biserici catolice în Regatul României.
Arhiepiscopul Paoli a murit la vârsta de 66 de ani la Viena, unde se afla la tratament. A fost înmormântat în capela cimitirului Bellu catolic. 
Succesorul lui ca arhiepiscop de București a fost Paolo Giuseppe Palma, de asemenea un pasionist.